# Gnophos dilucidaria
Gnophos dilucidaria là một loài bướm đêm trong họ Geometridae.